# Schloss Neuaich

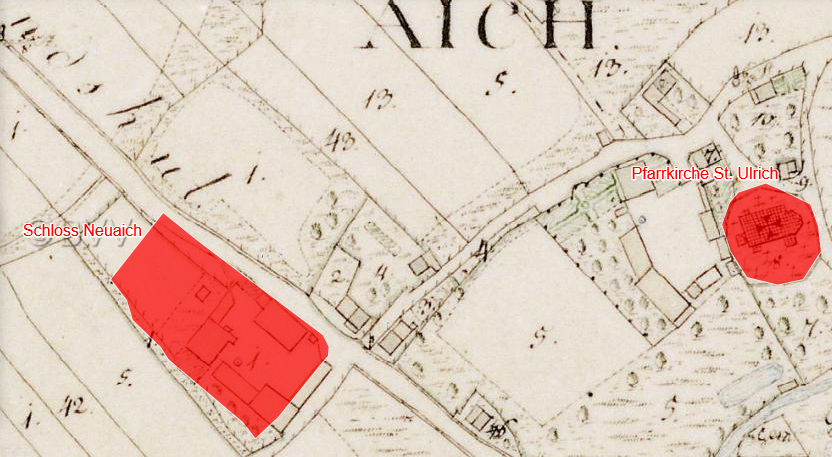
Lageplan von Schloss Neuaich auf dem Urkataster von Bayern

Das abgegangene Schloss Neuaich lag in Aich, einem Gemeindeteil der niederbayerischen Gemeinde Bodenkirchen im Landkreis Landshut. Die Anlage wird als Bodendenkmal unter der Aktennummer D-2-7540-0172 als „untertägige mittelalterliche und frühneuzeitliche Befunde im Bereich des ehem. Schlosses Neuenaich in Aich, darunter Spuren von Nebengebäuden, Vorgängerbauten bzw. älterer Bauphasen“ geführt.

## Beschreibung
Das Schloss lag 280 m westlich der Pfarrkirche St. Ulrich von Aich an der von Landshut herkommenden Straße. Es war der 1483 neben  Schloss Niederaich gegründete zweite adelige Sitz in Aich.

## Geschichte
Die Entstehung des Edelsitzes ist unklar. Das Kloster St. Veit hatte in und um Niederaich Besitz, in dem die Anfänge der Hofmark gesehen werden. In einer Raitenhaslacher Urkunde wird 1291 ein „Rudegerus de Eich“ genannt, wobei nicht klar ist, ob sich die Bezeichnung auf Niedernaich, Dirnaich oder Aich bezieht. 1390 sitzt Wilhelm Reickher in Aich. Mitte des 15. Jahrhunderts wurde der Adelssitz „Neuenaich“ von den Adeligen der Reickher gegründet. Der Gründung folgte ein neues Gotteshaus an heutiger Stelle, neben der Bina. In der Kirche von Aich weisen einige Marmorgrabsteine der Reickher von Aich auf diesen Sitz, und mit ihrem Begräbnis auf ihre Kirchenstiftung hin. 
In der Landbeschreibung des Philipp Apian vom Jahr 1566 wird der Sitz Neuenaich mit einem Herrenhaus (nobilis domus); Niederaich wird hingegen mit einem Herrschaftshaus genannt. Michael Wening schreibt: „In Neuenaich sind nur ein Wirtshaus, (das heutige Gasthaus Grubwinkler) und etliche Untertanen vorhanden.“ Der adelige Sitz Neuenaich ist auch in anderen Händen: Joseph Franz Freiherr von Eisenreich, kurfürstlicher Kämmerer und Landrichter zu Mauerkirchen. Sein Ahnherr hat den Sitz von Susanna von Nussdorf im Jahr 1606 an sich gebracht. So befinden sich auf einigen hundert Metern entlang der Bina gleich zwei adelige Sitze mit ganz verschiedenen Besitzern. In Neuenaich sind die Reickher, Nußdorfer, Paur, Ruesdorfer, Eisenreich, Dachsberg, Lerchenfeld und Montgelas nachweisbar.
Nach Wiguleus Hund kam der Sitz 1605 an die Hocholtinger, aber das Adelsregister von Biburg berichtet von den Erben eines Georg Bauer. Roncareo von Hocholting, Pfleger und Kastner zu Kötzting wird 1597 als Besitzer dieses Edelsitzes genannt; dieser bestand „aus einem kleinen Burgstall mit dem hölzernen Herrenhäusl und dem darin liegenden inneren Hofmeier, dem außerhalb des Burgstalls liegenden Außerhofmeier, der Schmiede und dem Schußederlehen mit einschichtigen Gütern“. Der Hocholtinger benennt sich aber nicht nach Niederaich, sondern nach dem Sitz Königsberg bei  Gangkofen. Seit 1620 gehört das Gut Niederaich wechselweise den Leoprechtingern von Panzing und den Hocholtingern. Der Sitz und die Untertanen werden als kurfürstliche Lehen genannt, die zu Ritterlehen wurden. Maria Theresia von Hörwarth, eine geborene Leoprechting, brachte den Sitz an die Hörwarth. Von diesen kam der Sitz 1780 an die Schwestern Maria Anna und Maria Josepha von Schwaben.
Die Hofmark Niederaich lag im Landgericht Biburg (Obmannschaft Langquart und Aich) und gehörte um 1800 den Freiherrn von Leonprechting. Die Höfe zu Niederaich waren zu Leibrecht vergeben, wobei ein Teil der Höfe dem Kloster St. Peter von Salzburg zugehörig waren.